# Regina Philips
Regina Philips (14 maggio 1970) è un'ex judoka tedesca.

## Carriera
Philips è stata campionessa nazionale di pesi leggeri dal 1981 al 1988, escluso il 1986, e dal 1990 al 1992 campionessa di pesi leggeri medi. Dal 1982 ha gareggiato in tutte le edizioni degli Europei di disciplina ed ha partecipato all'evento dimostrativo femminile di judo tenutosi a Seul 1988. Nel 1990 decise di fare il salto di categoria, passando ai 62kg, ma senza riuscire a prendere parte agli eventi internazionali.

## Palmarès
| Anno | Manifestazione | Sede       | Evento | Risultato | Note  |
| ---- | -------------- | ---------- | ------ | --------- | ----- |
| 1982 | Europei        | Oslo       | 56kg   | 5º        |       |
| 1983 | Europei        | Genova     | 56kg   | Argento   |       |
| 1984 | Europei        | Pirmasens  | 56kg   | Bronzo    |       |
| 1985 | Europei        | Landskrona | 56kg   | 5º        |       |
| 1986 | Europei        | Londra     | 56kg   | 5º        |       |
| 1987 | Europei        | Parigi     | 56kg   | Bronzo    |       |
| 1987 | Mondiali       | Essen      | 56kg   | Bronzo    |       |
| 1988 | Olimpiadi      | Seul       | 56kg   | Bronzo    | [ 2 ] |